# 6. SS-Gebirgs-Division "Nord"
La 6. SS-Gebirgs-Division "Nord" era una divisione da montagna delle SS durante la Seconda guerra mondiale.

## Storia
La 6. SS-Gebirgsdivision "Nord" fu costituita nel settembre 1941 con il nucleo dell'SS-Kampfgruppe "Nord", presente in Norvegia fin dal febbraio dello stesso anno.
La maggior parte dei suoi uomini era costituita da uomini delle SS-Totenkopfverbände. Trasferita nella Lapponia finlandese per partecipare all'Operazione Barbarossa come parte del XXXVI Corpo d'armata tedesco, nel luglio del 1941 prese parte all'Operazione Silberfuchs (Operazione Volpe Argentata) tesa alla liberazione di una parte della Finlandia occupata dai sovietici e all'invasione della Carelia sovietica con l'occupazione del porto artico di Murmansk. Tuttavia data l'inesperienza delle truppe, la divisione subì pesanti perdite (700 morti in due giorni) nell'attacco contro la città di Salla nell'estate del 1941.
Riunita successivamente nel III Corpo d'armata finlandese operò nell'area di Kiestinki per ben 1 214 giorni consecutivi nella taiga sub-artica contro le forze sovietiche.
Nella seconda metà del 1944 prese parte alla Guerra lappone contro la Finlandia, dopo che il paese scandinavo ebbe stipulato la pace con l'Unione Sovietica. La divisione operò nella retroguardia delle forze tedesche, dal settembre al novembre 1944, nella marcia di circa 1 600 chilometri da Mo-I-Rana, verso la parte meridionale della Norvegia. Trasferita dapprima in Danimarca, e poi in Germania, i resti della divisione si arresero alle forze americane nel maggio 1945 in Baviera.

## Teatri operativi
- Finlandia, giugno 1941 - ottobre 1944
- Norvegia, novembre - dicembre 1944
- Fronte occidentale, gennaio - aprile 1945

## Decorati con la Croce di Cavaliere

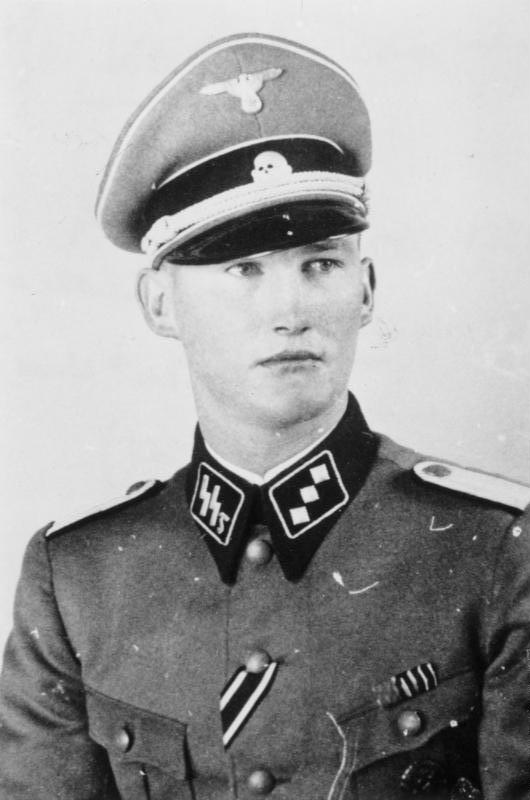
Günther Degen

In totale furono 4 gli uomini decorati con la Croce di Cavaliere della Croce di Ferro.

## Comandanti
| Grado                                            | Nome                      | Inizio            | Fine              |
| SS-Brigadeführer                                 | Karl Herrmann             | 28 febbraio 1941  | 15 maggio 1941    |
| SS-Obergruppenführer                             | Karl Maria Demelhuber     | 15 maggio 1941    | 1º aprile 1942    |
| SS-Obergruppenführer                             | Matthias Kleinheisterkamp | 1º aprile 1942    | 20 aprile 1942    |
| SS-Oberführer                                    | Hans Scheider             | 20 aprile 1942    | 14 giugno 1942)   |
| SS-Obergruppenführer                             | Matthias Kleinheisterkamp | 14 giugno 1942    | 15 gennaio 1943   |
| SS-Gruppenführer                                 | Lothar Debes              | 15 gennaio 1943   | 14 giugno 1943    |
| SS-Obergruppenführer                             | Friedrich Wilhelm Krüger  | 14 giugno 1943    | 23 agosto 1944    |
| SS-Brigadeführer                                 | Gustav Lombard            | 23 agosto 1944    | 1º settembre 1944 |
| SS-Gruppenführer und Generalleutnant der Polizei | Karl-Heinrich Brenner     | 1º settembre 1944 | 3 aprile 1945     |
| SS-Standartenführer                              | Franz Schreiber           | 3 aprile 1945     | 8 maggio 1945     |